# Auguste Ceyras
Pour les articles homonymes, voir Ceyras (homonymie).
Auguste Henry Ceyras est un homme politique français né le 22 février 1793 à Rochefort-Montagne (Puy-de-Dôme) et mort le 17 février 1877 à Paris.

## Biographie
Entré dans la magistrature à la fin de la Restauration, il devient juge à Tulle en 1830. Militant républicain, il est commissaire du gouvernement provisoire dans la Corrèze, en février 1848. Il est député de la Corrèze de 1848 à 1851, siégeant au groupe de gauche modérée , puis au groupe gauche de la Montagne.

## Sources
- « Auguste Ceyras », dans Adolphe Robert et Gaston Cougny, Dictionnaire des parlementaires français, Edgar Bourloton, 1889-1891 [détail de l’édition]